# تاربون سبرينغز
تاربون سبرينغز (بالإنجليزية: Tarpon Springs, Florida)‏ هي مدينة تقع في مقاطعة بينيلاس (فلوريدا) بولاية فلوريدا في الولايات المتحدة. تبلغ مساحتها 43.8 (كم²)، وترتفع عن سطح البحر 7 م، بلغ عدد سكانها 23484 نسمة في عام 2010 حسب إحصاء مكتب تعداد الولايات المتحدة .

## معرض صور

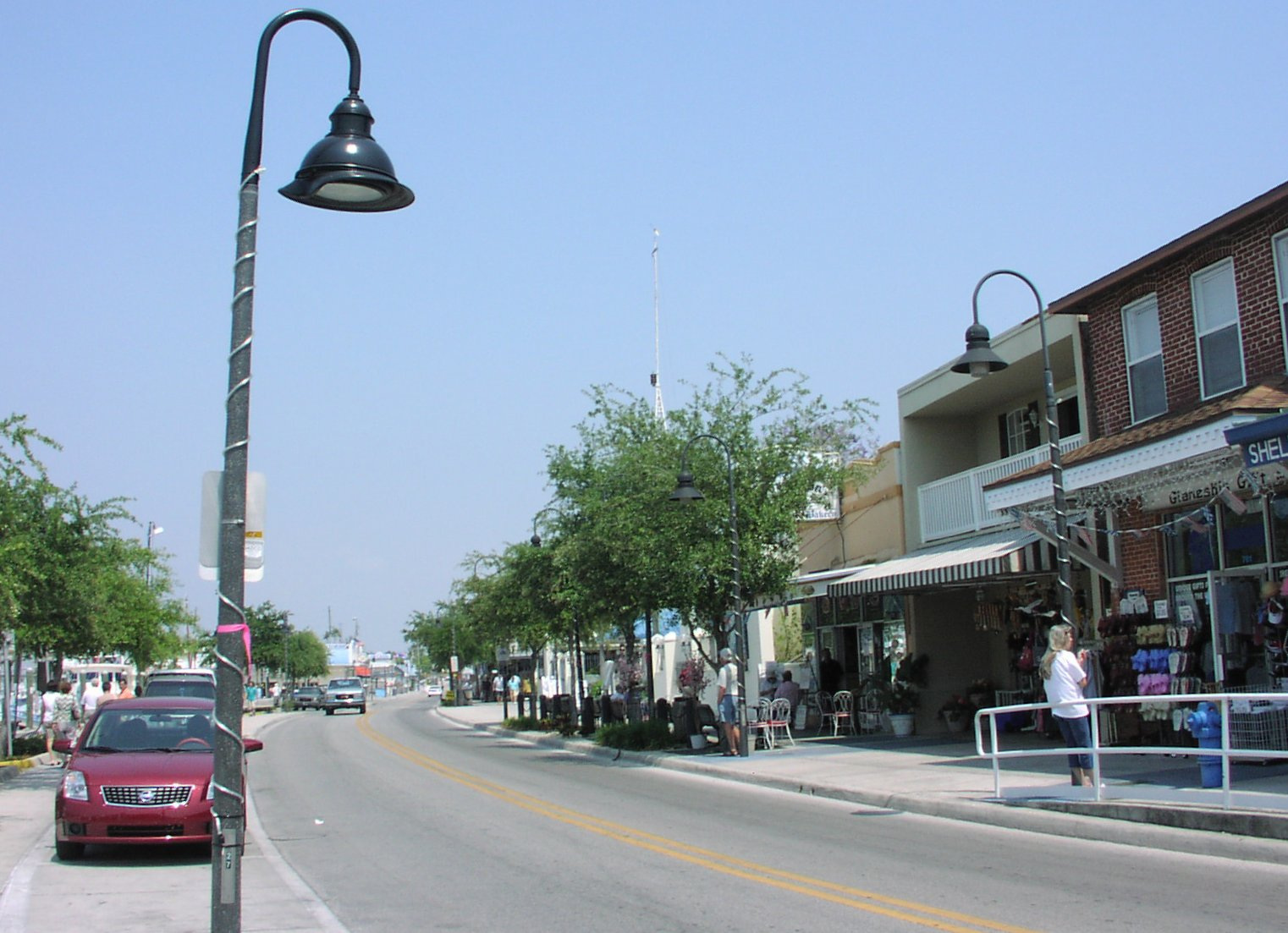
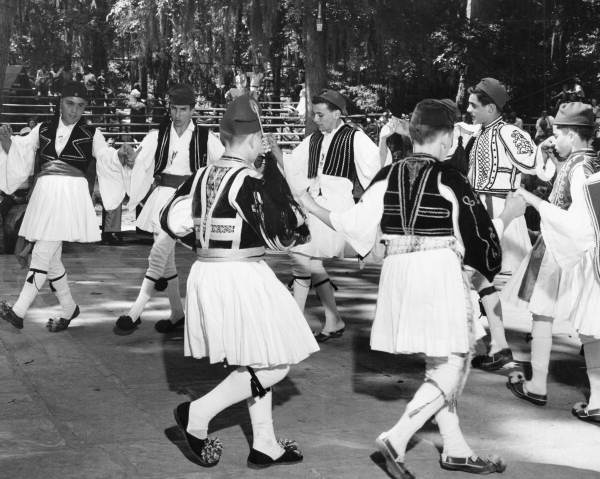
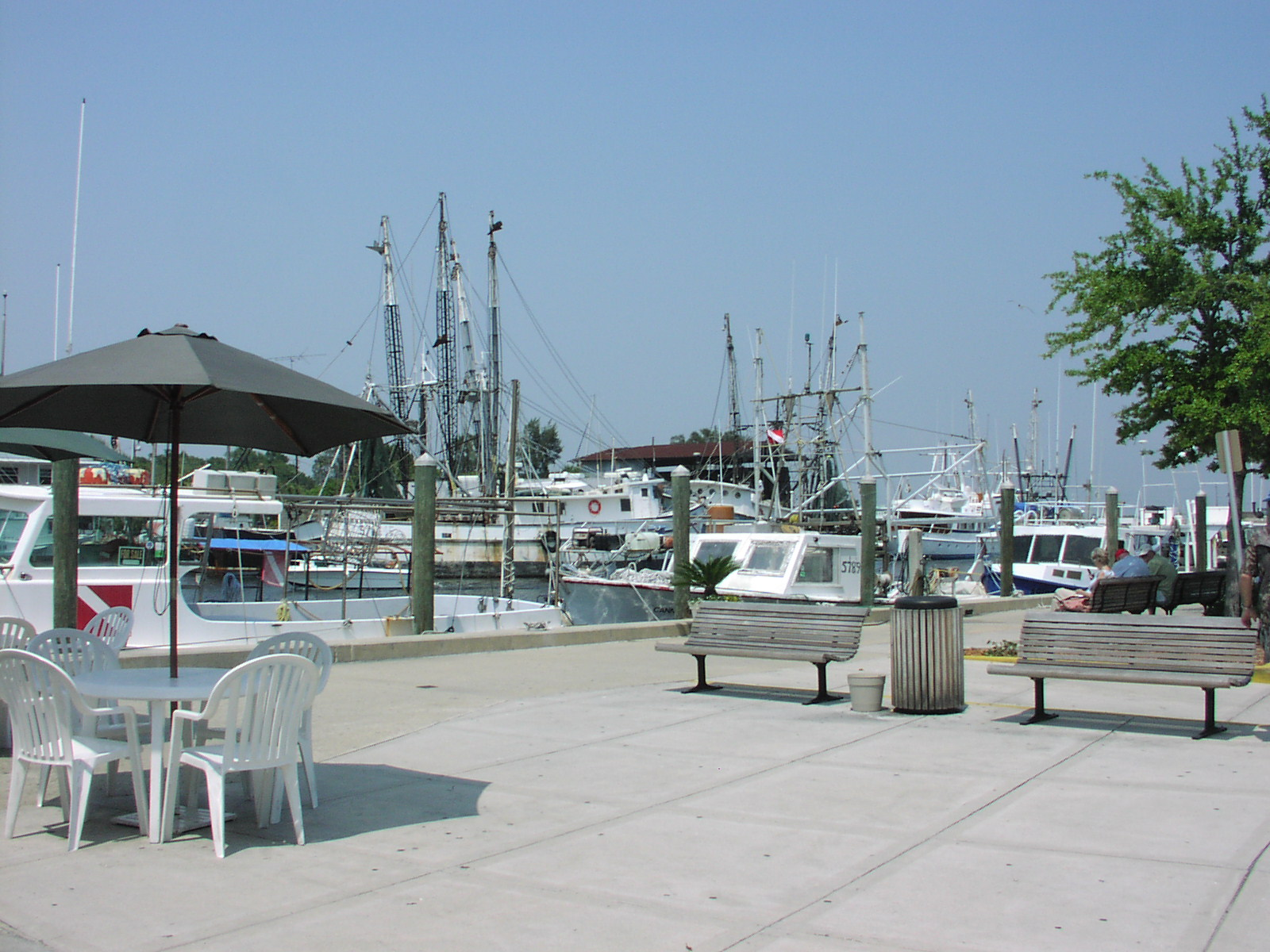
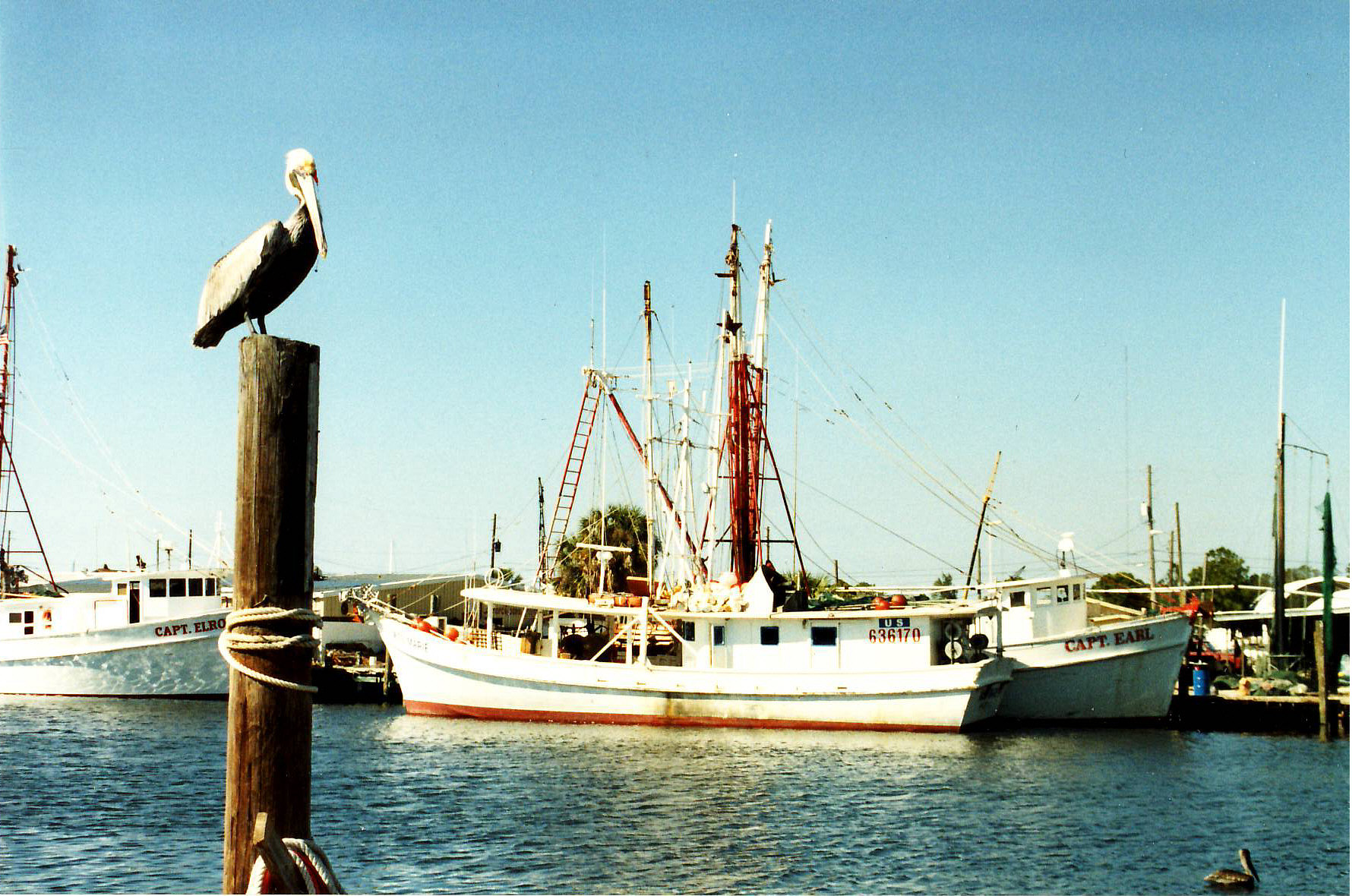
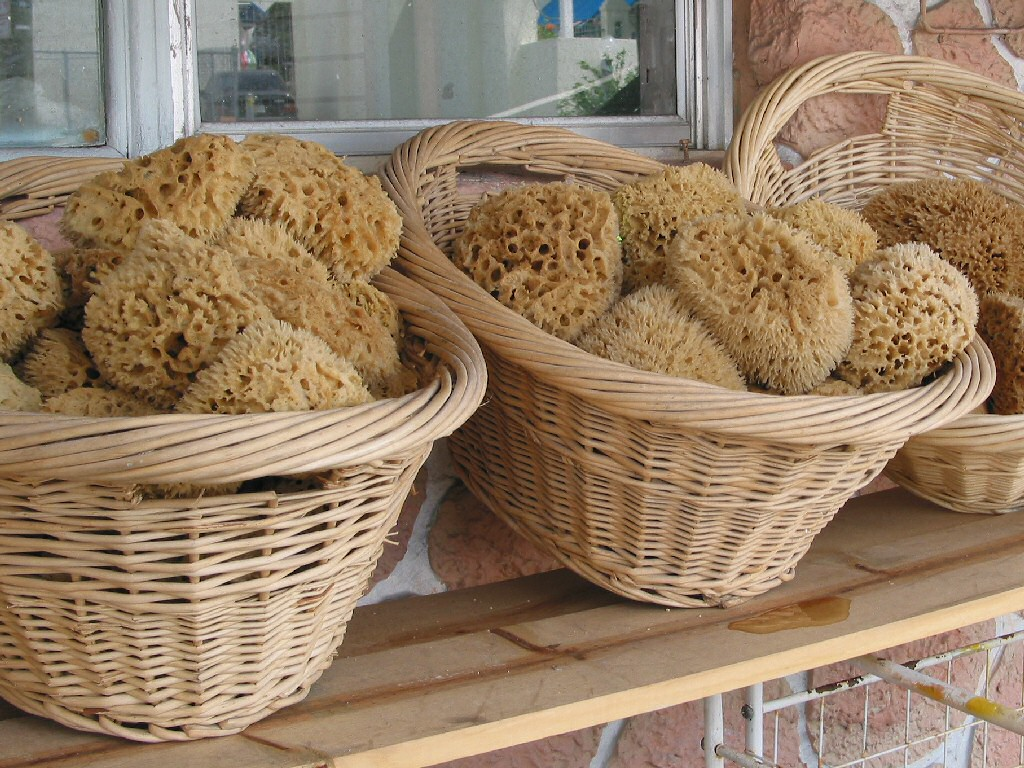

## أعلام
- أليوت بيغيلو
- بيكي بيرلي
- ليونارد كونلي
- بيرتي هيغينز
- تيد واتس

## وصلات خارجية
- www.ctsfl.us